# كلايف ليتش
كلايف ليتش (4 ديسمبر 1934 في الهند - ) (بالإنجليزية: Clive Leach)‏ هو لاعب كريكت بريطاني. لعب مع نادي وارويكشاير للكريكيت ‏ ونادي مقاطعة دورهام للكريكت ‏ وBuckinghamshire County Cricket Club ‏.

## وصلات خارجية
- كلايف ليتش على موقع إي آس بي آن كريك إنفو (الإنجليزية)